# Oxymetopon cyanoctenosum

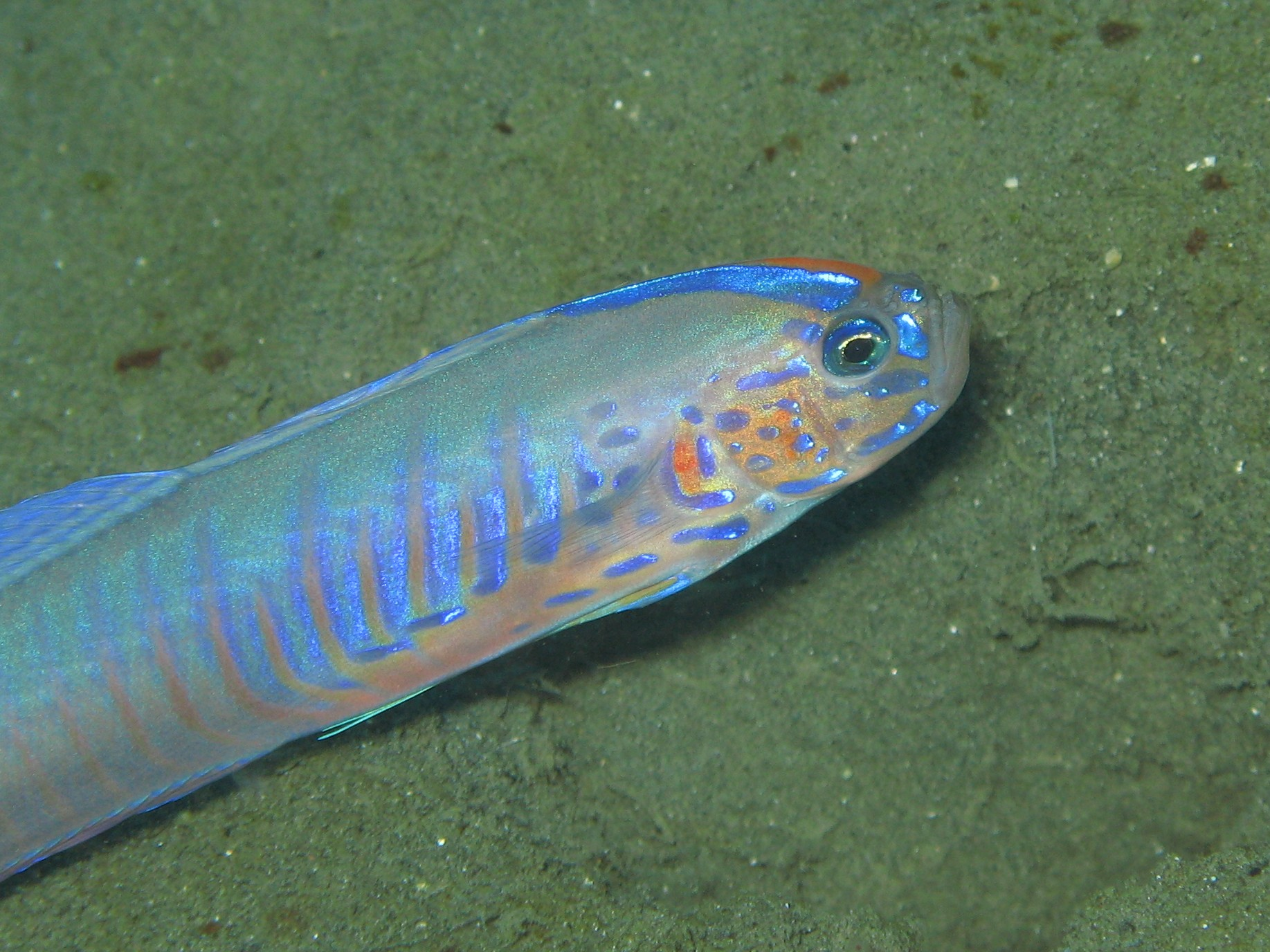
Particolare della testa

Oxymetopon cyanoctenosum Klausewitz & Condé, 1981 è un pesce osseo marino appartenente alla famiglia Microdesmidae e alla sottofamiglia Ptereleotrinae.

## Descrizione
Presenta un corpo molto allungato e compresso lateralmente, da cui deriva il nome comune inglese "ribbon goby"; la lunghezza massima registrata è di 20 cm. La testa ha un profilo arrotondato e schiacciato. La colorazione è prevalentemente blu-grigiastra a fasce verticali blu; striature blu iridescenti sono presenti anche sulla testa. Può presentare sfumature rossastre.
Le pinne pelviche sono lievemente arretrate rispetto alle pinne pettorali e particolarmente allungate, caratteristica che permette di distinguerlo dal congenere Oxymetopon compressus; la pinna caudale ha una forma romboidale.

## Comportamento
Vive all'interno di tane. Come altre specie della famiglia Microdesmidae, forma coppie da adulto.

## Distribuzione e habitat
È diffuso nel Pacifico occidentale e il suo areale si estende dalle acque indonesiane alla costa sud-ovest di Taiwan, dove non è una specie comunemente osservata; è presente anche alle Filippine. È tipico di fondali fangosi tra i 10 e i 45 m di profondità.